# Белфор
Белфор (фр. Belfort) је град у источној Француској у близини швајцарске границе. То је главни град департмана Територија Белфор.
Град се налази у долини између планина Вогези и Јура, на путу од Рајне ка Рони. Године 2009. имао је 50.199 становника. У ширем градском подручју живи више од 300.000 људи.
Белфор је био аустријски посед до 1648. (Вестфалски мир) од када је постао део Француске. До 1871. Белфор је припадао департману Горња Рајна у Алзасу. То је био део Алзаса у коме се говори француски језик, па Пруси нису присвојили област овог града. Тако је формирана Територија Белфор у Француској.
По подацима из 1990. године број становника у граду био је 50.125, а густина насељености је износила 2.943 становника/km².

## Географија

### Клима
| Клима (Белфор)              | Клима (Белфор) | Клима (Белфор) | Клима (Белфор) | Клима (Белфор) | Клима (Белфор) | Клима (Белфор) | Клима (Белфор) | Клима (Белфор) | Клима (Белфор) | Клима (Белфор) | Клима (Белфор) | Клима (Белфор) | Клима (Белфор)   |
| Показатељ \ Месец           | .Јан.          | .Феб.          | .Мар.          | .Апр.          | .Мај.          | .Јун.          | .Јул.          | .Авг.          | .Сеп.          | .Окт.          | .Нов.          | .Дец.          | .Год.            |
| --------------------------- | -------------- | -------------- | -------------- | -------------- | -------------- | -------------- | -------------- | -------------- | -------------- | -------------- | -------------- | -------------- | ---------------- |
| Апсолутни максимум, °C (°F) | 17,2 (63)      | 21,4 (70,5)    | 25 (77)        | 29 (84)        | 31,8 (89,2)    | 35,5 (95,9)    | 38,9 (102)     | 38,5 (101,3)   | 34 (93)        | 29,2 (84,6)    | 22,3 (72,1)    | 19,1 (66,4)    | 38,9 (102)       |
| Средњи максимум, °C (°F)    | 5,1 (41,2)     | 7 (45)         | 10,3 (50,5)    | 15,6 (60,1)    | 20 (68)        | 23,3 (73,9)    | 25,7 (78,3)    | 25,4 (77,7)    | 21 (70)        | 16 (61)        | 9,5 (49,1)     | 5,6 (42,1)     | 14,2 (57,6)      |
| Средњи минимум, °C (°F)     | −1,9 (28,6)    | −1,8 (28,8)    | 1,1 (34)       | 3,5 (38,3)     | 7,9 (46,2)     | 13,7 (56,7)    | 11,1 (52)      | 12,6 (54,7)    | 9,4 (48,9)     | 6,2 (43,2)     | 1,7 (35,1)     | −0,7 (30,7)    | 5,9 (42,6)       |
| Апсолутни минимум, °C (°F)  | −25,9 (−14,6)  | −25,4 (−13,7)  | −20,2 (−4,4)   | −7,2 (19)      | −5,6 (21,9)    | −0,1 (31,8)    | 0,8 (33,4)     | 4,4 (39,9)     | −3 (27)        | −8,2 (17,2)    | −13,6 (7,5)    | −22,6 (−8,7)   | −25,9 (−14,6)    |
| Количина падавина, mm (in)  | 97,7 (38,46)   | 86,7 (34,13)   | 88,7 (34,92)   | 72 (28,3)      | 99,7 (39,25)   | 85,7 (33,74)   | 81,2 (31,97)   | 88,1 (34,69)   | 96,1 (37,83)   | 106,1 (41,77)  | 99,3 (39,09)   | 119,9 (47,2)   | 1.121,2 (441,42) |
| [ тражи се извор ]          |                |                |                |                |                |                |                |                |                |                |                |                |                  |

## Демографија
| 1962.  | 1968.  | 1975.  | 1982.  | 1990.  | 1999.  | 2006.  | 2011.  |
| ------ | ------ | ------ | ------ | ------ | ------ | ------ | ------ |
| 48.070 | 53.214 | 54.615 | 51.206 | 50.125 | 50.417 | 50.863 | 50.128 |

## Партнерски градови
- Делемон
- Леонберг
- Запорожје
- Бад Лобенштајн
- Skikda
- Стафорд